# Bloody Mary (folklore)
Pour les articles homonymes, voir Bloody Mary (homonymie).
 (février 2023).
Si vous disposez d'ouvrages ou d'articles de référence ou si vous connaissez des sites web de qualité traitant du thème abordé ici, merci de compléter l'article en donnant les références utiles à sa vérifiabilité et en les liant à la section « Notes et références ».

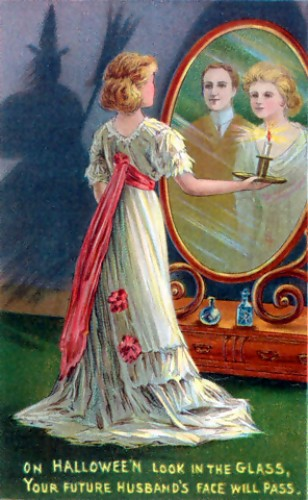
Des rituels de divination, tels que celui qui est représenté sur cette carte de vœux d'Halloween du début du XXe siècle, sont peut-être à l'origine de la légende de Bloody Mary. On voit représentée ici une femme qui regarde dans un miroir, dans une pièce mal éclairée, pour y apercevoir le visage de son futur mari, pendant qu'une sorcière est tapie dans l'ombre.

Bloody Mary (« Marie la Sanglante », parfois « La Vierge Sanglante ») est un fantôme ou une sorcière représentée dans le folklore anglo-saxon.
L'histoire varie beaucoup d'un folklore à l'autre. Il est dit que Bloody Mary apparaît dans un miroir quand son nom est prononcé trois fois ou parfois plus, selon la version de l'histoire, souvent prise comme un jeu.

## Légende
Différentes variantes de cette légende urbaine concernant l'apparition d'une revenante au visage ensanglanté circulent. Selon les versions, Bloody Mary est une mère infanticide, une femme qui a perdu son enfant et s'est suicidée, une femme morte en couches…
Bloody Mary est également le surnom de Marie Tudor, reine catholique d'Angleterre de 1554 à 1558 sous le nom de Marie Ire, à cause des persécutions violentes qu'elle mena contre les protestants. Mais rien ne relie cette reine au personnage fantomatique de la légende.

## Dans la culture populaire

### Télévision
- Supernatural : Saison 1, épisode 5 La légende de Bloody Mary
- Ghost Whisperer : Saison 3, épisode 2 De l'autre côté du miroir
- Les Experts : Saison 12, épisode 8 Crime et Châtiment
- South Park : Saison 9, épisode 14 Bloody Mary (South Park)
- Charmed : Saison 2, épisode 18
- American Horror Stories : Saison 2, épisode 5 Bloody Mary

### Cinéma
- Paranormal Activity 3, on[Qui ?] aperçoit deux fois de suite le « jeu » de Bloody Mary, qui provoque des effets paranormaux.
- Urban Legend 3 : Bloody Mary, dans cette histoire, c'est une étudiante qui a été enfermée dans un coffre vivante, et elle revient hanter les enfants de ceux qui l'ont tuée.
- American Mary : dans ce film, le Docteur Mary Mason, chirurgienne, est surnommé Bloody Mary par ses patients à qui elle pratique des actes de modification corporelle.
- Paranormal Activity 5 : Ghost Dimension, on aperçoit 1 fois le « jeu » de Bloody Mary, qui provoque des effets paranormaux.
- The Queen of Spades - The Dark Rite, film russe basé sur le jeu Bloody Mary
- American horror stories - Ėpisose 5, nommė Bloody Mary, série d'anthologie d'horreur ayant une histoire à chaque épisodes. Dérivée et écrit par les mêmes réalisateurs de American horror story.

### Musique
- Bloody Mary est un titre de l'album Born This Way de la chanteuse Lady Gaga.
- Bloody Mary est un titre de l'album Victim To Villain du groupe New Years Day.
- Bloody Mary est un titre de l'album Neck of the Woods (en) du groupe Silversun Pickups.
- Bloody Mary est un titre de l'album Masked Monkey Awakening  du groupe Hello Sleepwalkers.
- Bloody Mary est un titre de l'album Imany du rappeur Dinos
- Bloody Mary est un titre de Lady Gaga.

### Jeux vidéo
- The Wolf Among Us : Bloody Mary est une Fable étant le bras droit du Crooked Man (ou Le Tordu dans le patch Fr[Quoi ?]), représentée sous les traits d'une jeune femme très confiante de sa puissance. Elle est d'une loyauté sans faille envers son commanditaire et affronte Bigby Wolf durant le jeu sous une forme rappelant sa symbiose avec les miroirs.
- InFamous 2: Festival of Blood : Dans l'histoire de Zeke, qui constitue l'histoire de cette extension, Bloody Mary est une vampire qui veut retrouver sa vie en semant la pagaille dans la ville durant la Pyre Night.